# Boiler Room
Boiler Room és una plataforma global de difusió de música en línia que endega i realitza sessions de música electrònica en directe per tot el món.
Fundada a Londres el 2010, Boiler Room ha acollit espectacles a més de 100 ciutats d'arreu, des d'Estocolm fins a Xangai. Disposa de sessions regulars a Londres, Amsterdam, Nova York, Berlín, Lisboa, São Paulo, Ciutat de Mèxic, Cracóvia, Tòquio, Sydney, Lima i Los Angeles i produeix una mitjana de 30 espectacles nous cada mes. La seva programació musical es va centrar originalment en música electrònica com house, techno i dub, però es va expandir ràpidament per incloure gèneres addicionals com grime, hip-hop, experimental i jazz.
Segons The Guardian, el 2015 Boiler Room havia emmagatzemat més de 3.500.000.000 minuts de música, amb audiències de fins a 400.000 usuaris en streaming.